# Hồng Lạc (xã)
Hồng Lạc là một xã thuộc huyện Thanh Hà, tỉnh Hải Dương.

## Địa lý
Xã Hồng Lạc nằm ở phía bắc huyện Thanh Hà, có vị trí địa lý:
- Phía đông và phía bắc giáp huyện Kim Thành
- Phía tây giáp thành phố Hải Dương
- Phía nam giáp xã Tân Việt và xã Việt Hồng.

Xã Hồng Lạc có sông Rạng và sông Hương bao quanh.
Xã Hồng Lạc có diện tích khoảng 8,50 km², dân số khoảng 11.048 người, mật độ dân số đạt 1.058 người/km².

## Hành chính
Xã Hồng Lạc được chia thành 8 thôn: Nam, Bắc, Đông, Đoài, Đồng Vang, Đồng Hởi, Hải Hộ, Hải Yến.

## Kinh tế
Trước kia, Hồng Lạc là xã chủ yếu làm nông nghiệp; mấy năm gần đây nhờ có địa thế giáp với Khu công nghiệp Nam Sách nên Hồng Lạc cũng phát triển một số ngành công nghiệp như đóng tàu, chế biến nông sản,....

## Văn hóa
Xã có một số di tích lịch sử như: Nhà thờ thôn Hải Yến, Chùa Mè, Đình Mè ở thôn Đại Điền, xây dựng khoảng năm 548, được công nhận di tích lịch sử cấp quốc gia.